# ユーアー・ドライヴィング・ミー・クレイジー
『ユーアー・ドライヴィング・ミー・クレイジー』（You're Driving Me Crazy）は、北アイルランドのミュージシャン、ヴァン・モリソンが2018年に発表した39作目のスタジオ・アルバム。アメリカ合衆国のジャズ・ミュージシャン、ジョーイ・デフランセスコとのコラボレーション作品である。

## 背景
デフランセスコは、ジョン・マクラフリンやデニス・チェンバースと共に1994年のコーク・ジャズ・フェスティバルに出演した際、モリソンと初の対面を果たし、2014年のロニー・スコッツ・ジャズ・クラブ公演でモリソンが観客として来ていたこともあったという。本作での共演は、モリソン側からのアプローチがきっかけとなった。
収録曲はスタンダード・ナンバーのカヴァーと、モリソンが過去に発表したオリジナル曲の再演から成る内容で、バックを務めたダン・ウィルソン、マイケル・オード、トロイ・ロバーツは、いずれもデフランセスコのバンドのメンバーである。デフランセスコによれば、レコーディングは2日間で終了し、大部分の曲はワン・テイクで収録されたという。

## 反響・評価
イギリスでは2018年5月10日付の全英アルバムチャートで20位を記録するが、翌週にはトップ100圏外に落ちた。アメリカでは2018年5月12日付のBillboard 200で76位となるが、翌週にはトップ200圏外に落ちた。
スペインでは2018年5月6日付のアルバム・チャートで初登場6位となり、合計15週トップ100入りした。ドイツでは2018年5月4日付のアルバム・チャートで初登場10位となり、4週にわたってトップ100入りした。
Thom Jurekはオールミュージックにおいて5点満点中4点を付け「どんなライヴ・ショウにも引けを取らないほど力強い」と評している。また、スティーヴ・ホロヴィッツはポップマターズにおいて10点満点中7点を付け「モリソンはクールに口ずさむ方法と、くつろいだ雰囲気を生み出す術を知っている。デフランセスコは絶え間なく続く肩肘張らないスタイルのオルガン演奏で、滑らかな空間を提示する術を理解している」と評している。

## 収録曲
特記なき楽曲はヴァン・モリソン作。15.はインストゥルメンタル。
1. ミス・オーティス・リグレッツ - "Miss Otis Regrets" (Cole Porter) – 5:15
2. ホールド・イット・ライト・ゼア - "Hold It Right There" (Clark Terry, William Grey, Eddie "Cleanhead" Vinson) – 4:08
3. オール・セインツ・デイ - "All Saints Day" – 3:05
  - アルバム『オーディナリー・ライフ』（1991年）収録曲の再演。
4. ヤング・ラヴァーズ・ドゥ（若き恋人たち） - "The Way Young Lovers Do" – 4:13
  - アルバム『アストラル・ウィークス』（1968年）収録曲の再演。
5. ザ・シングス・アイ・ユースト・トゥ・ドゥ - "The Things I Used to Do" (Guitar Slim) – 5:56
6. トラヴェリン・ライト - "Travellin' Light" (Trummy Young, Jimmy Mundy, Johnny Mercer) – 4:18
7. クロース・イナフ・フォー・ジャズ - "Close Enough for Jazz" – 4:44
  - アルバム『トゥー・ロング・イン・イグザイル』（1993年）収録のインストゥルメンタルが原型で、2012年の『ボーン・トゥ・シング:ノー・プラン・B』で歌詞付きのヴァージョンが披露された。
8. ゴールドフィッシュ・ボウル - "Goldfish Bowl" – 7:05
  - アルバム『ホワッツ・ロング・ウィズ・ジス・ピクチャー?』（2003年）収録曲の再演。
9. イヴニング・シャドウズ - "Evening Shadows" (Van Morrison, Acker Bilk) – 3:21
  - アルバム『ダウン・ザ・ロード』（2002年）収録曲の再演。
10. マジック・タイム - "Magic Time" – 5:13
  - アルバム『マジック・タイム』（2005年）収録曲の再演。
11. ユーアー・ドライヴィング・ミー・クレイジー - "You're Driving Me Crazy" (Walter Donaldson) – 4:46
12. エヴリデイ・アイ・ハヴ・ザ・ブルース - "Everyday I Have the Blues" (Peter Chatman) – 5:38
13. ハヴ・アイ・トールド・ユー・レイトリー - "Have I Told You Lately" – 4:52
  - アルバム『アヴァロン・サンセット』（1989年）収録曲の再演。
14. スティックス・アンド・ストーンズ - "Sticks and Stones" (Titus Turner) – 2:46
15. ケルティック・スウィング - "Celtic Swing" – 5:15
  - アルバム『時の流れに』（1983年）に収録されたインストゥルメンタルの再演。

## 参加ミュージシャン
- ヴァン・モリソン - リード・ボーカル(#15を除く全曲)、アルト・サクソフォーン(on #2, #6, #8, #10, #13, #15)、ハーモニカ(on #5)
- ジョーイ・デフランセスコ（英語版） - ハモンドオルガン(all songs)、トランペット(on #1, #6, #10)、キーボード(on #14)、バッキング・ボーカル(on #14)
- ダン・ウィルソン - ギター
- マイケル・オード - ドラムス、パーカッション
- トロイ・ロバーツ - テナー・サクソフォーン、ソプラノ・サクソフォーン
- シャナ・モリソン（英語版） - バッキング・ボーカル(on #2, #13)